# Lewis Peek
Lewis Peek (* 18. September 1993 in Plymouth) ist ein englischer Schauspieler.
Lewis Peek besuchte das Eggbuckland Community College in Plymouth. Eine erste kleine Nebenrolle erhielt er 2014 in Robert Youngs (* 1933) letztem Film The Curse of the Phoenix. Ohne ein Studium an einer Schauspielschule absolviert zu haben und ohne Vermittlung eines Agenten, wurde er 2014 für eine Nebenrolle in dem Film Dartmoor Killing gecastet, der in der Nähe von Plymouth gedreht wurde.
Ab 2017 spielte er eine Nebenrolle in der BBC-Serie Poldark (Staffel 3) und ab 2018 die Rolle des DC George Fancy in der TV-Serie Der junge Inspektor Morse.